# 貞信

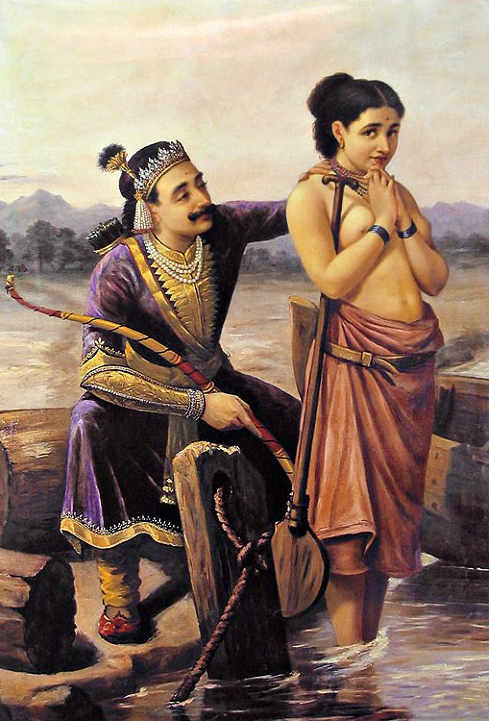
福身王與貞信

貞信（也拼寫為Satyawati）是印度神話中，一位由漁夫從魚肚子中所發現的美貌少女，曾經邂逅了破滅仙人因而生下廣博仙人，之後嫁給俱盧國福身王。貞信為福身王生下了兩個兒子，奇武王和花釧王，但隨著福身王死去，兩個兒子也相繼逝去而無留後。為了避免王室滅絕，貞信召來了私生子廣博仙人，請他跟奇武王的兩位遺孀（安必迦以及安波利迦）進行借種生子，先後分別生下了天生瞎眼的持國與皮膚白皙的般度。

## 资料来源
- 《摩诃婆罗多》，中国社会科学出版社，ISBN 7-5004-5246-2